# 이리아이촌
이리아이촌(五里合村)은 아키타현 미나미아키타군에 설치되었던 촌이다.

## 역사
- 1889년 4월 1일 - 정촌제 시행에 의해 5촌의 구역으로 성립하였다.
- 1954년 3월 31일 - 후나카와미나토 정, 와키모토 촌,  오가나카 촌, 도가 촌이 합병해 오가시가 성립하였다. 동일 이리아이촌은 폐지되었다.